# Aequorea victoria
Aequorea victoria, ook wel kristalkwal, is een bioluminescerende kwal die leeft aan de westkust van Noord-Amerika. Hij kan blauwe lichtflitsen veroorzaken door snel Ca2+ vrij te maken dat een interactie aangaat met het fosfo-proteïne aequorine. Dit blauwe licht wordt omgezet in groen licht door groen fluorescent proteïne (GFP) dat bij moleculairbiologisch onderzoek in de fluorescentiemicroscopie gebruikt wordt.